# Adolfo Best Maugard
Pour les articles homonymes, voir Maugard.
Adolfo Best Maugard, aussi connu sous le surnom de Fito Best, né à Mexico le 11 juin 1891 et mort à Athènes le 25 août 1964, est un peintre mexicain, aussi réalisateur et scénariste.

## Biographie

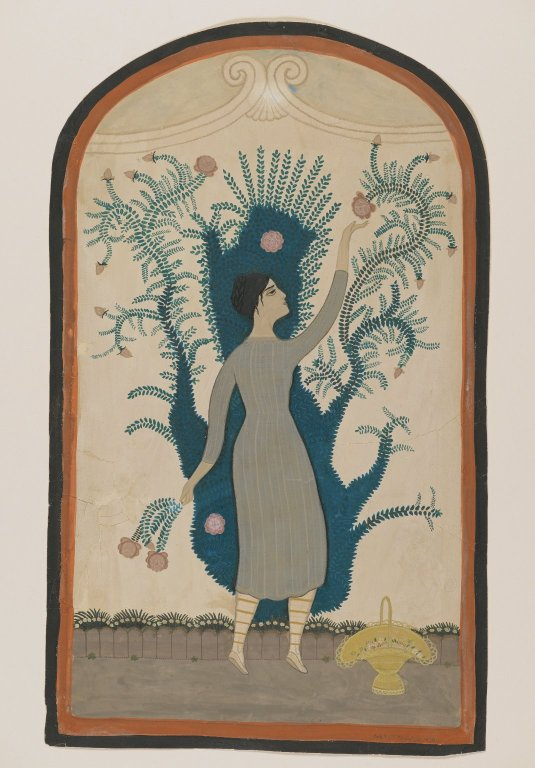
Adolfo Best Maugard, sans titre, Brooklyn Museum

Au début de sa carrière, Adolfo Best Maugard dessine pour l'anthropologue américain Franz Boas des illustrations détaillées des artéfacts pré-hispaniques découverts lors des fouilles effectuées dans la vallée de Mexico.
Il termine ses études d'art en Europe où il rencontre Diego Rivera qui le portraitise en 1913. Cette peinture à l'huile est conservée actuellement au Museo Nacional de Arte à Mexico.
En 1914, il revient au Mexique où il enseigne la peinture de plein-air. Il confronte l'art populaire mexicain à des éléments stylistiques modernes qu'il ajoute à ses œuvres qui incluent souvent des caricatures figuratives. En 1919, il poursuit pendant un an ses études aux États-Unis. Entre 1921 et 1924, il est directeur du département de l'éducation de l'art au Secrétariat de l'Éducation publique.
Sa façon de dessiner est enseignée dans les écoles d'art mexicaines en 1922 et plus de 200 000 élèves seront influencés par son manuel de dessin Manuales y Tratados: Metodo de dibujo: tradition, resurgimiento y evolucion del arte mexicano, rédigé en 1923. Il écrit aussi quelques livres sur l'histoire de l'art. En 1931, il est commissionné par le gouvernement mexicain pour seconder Sergueï Eisenstein au tournage de Que Viva Mexico !. En 1932, Best Maugard est membre du Consejo de Bellas Artes (Conseil des Beaux-Arts) et du Consejo de Asuntos Culturales (Conseil des affaires culturelles) au District fédéral de Mexico. Il est aussi membre de la Société de géographie et de statistique (Sociedad de Geografia y Estadística) et de l'Union mexicaine des réalisateurs de films. En 1933, il est le représentant du département des beaux-arts du conseil de l'enseignement primaire. De 1932 à 1935, il travaille dans le domaine du marketing de la Loterie nationale. En 1933, il réalise Humanidad et, en 1937, La mancha de sangre (La Tache de sang) basé sur son propre scénario, qui ne sort qu'en juin 1943.
Adolfo Best Maugard des liens d'amitié avec Rosa et Miguel Covarrubias et avait des contacts avec des groupes d'artistes et de poètes américains.

## Filmographie
- 1932 : Que Viva Mexico ! de Sergueï Eisenstein (assistant réalisateur)
- 1933 : Humanidad (court-métrage)
- 1937 : La mancha de sangre (La Tache de sang) (scénario et réalisation)